# Канкер
Канкер (англ. Kanker) — город и муниципалитет в центральной части индийского штата Чхаттисгарх. Административный центр округа Канкер.

## География
Расположен примерно в 140 км к югу от административного центра штата, города Райпур, на высоте 387 м над уровнем моря.

## Население
По данным переписи 2011 года население города составляет 31 385 человек. По данным прошлой переписи 2001 года население Канкера насчитывало 24 485 человек, из них 51,6 % — мужчины и 49,4 % — женщины. Средний уровень грамотности тогда составлял 77 % (83 % мужчин и 71 % женщин), что выше среднеиндийского показателя 59,5 %.

## Транспорт
Через город проходит национальное шоссе № 43. Канкер не связан с железнодорожной сетью страны. Ближайший аэропорт находится в Райпуре.